# روبرت ديفيز (سياسي)
روبرت ديفيز (بالإنجليزية: Rupert Davies)‏ هو سياسي كندي، ولد في 12 سبتمبر 1879، وتوفي في 11 مارس 1967. حزبياً، نشط في الحزب الليبرالي الكندي. وقد انتخب عضو مجلس الشيوخ الكندي.